# فريدريك إم. ريد
فريدريك إم. ريد هو محامي وسياسي أمريكي، ولد في 28 يوليو 1924 في روتلاند في الولايات المتحدة، وتوفي في 6 مارس 2012 في برلين في الولايات المتحدة. نشط حزبياً في الحزب الجمهوري.